# Mamadou Lamine Diallo
Pour les articles homonymes, voir Diallo.
 (janvier 2011).
Si vous disposez d'ouvrages ou d'articles de référence ou si vous connaissez des sites web de qualité traitant du thème abordé ici, merci de compléter l'article en donnant les références utiles à sa vérifiabilité et en les liant à la section « Notes et références ».
 (août 2025).
Mamadou Lamine Diallo, né en 1959 à Dakar, Sénégal, est un intellectuel et homme politique sénégalais. Il est le fondateur du Mouvement Tekki.

## Mouvement Tekki

### Biographie
Après l’école primaire de la Zone B, et le lycée Van Vollenhoven (actuel lycée Lamine Gueye), où il obtint son baccalauréat en 1977, il intègre les classes préparatoires au Lycée Louis le Grand à Paris (France). Il est admis à l'École Polytechnique de Paris], puis à l’École des Mines de Paris. Ingénieur de l'École Polytechnique de Paris et de l’École des Mines de Paris, il est Docteur en Économie de l'École des Mines de Paris en 1988.
EXPERIENCE PROFESSIONNELLE
• 1984/86 : Ingénieur aux Charbonnages de France.
• 1986/88 : Economiste au Centre d’Economie industrielle de l’Ecole des
Mines de Paris (CERNA).
• 1988/90 : Economiste Senior de l’Energie à SEED et SYNDEX (Bureaux
D’Etudes), Paris. (Etudes sur les marchés pétroliers, le raffinage et les énergies domestiques).
• 1990/93 : Conseiller de l’Administrateur, Banque Mondiale, Washington D.C. (Suivi des programmes d’ajustement structurels).
• 1993/94 : Directeur adjoint à la Direction des Etudes de la Banque centrale des Etats de l’Afrique de l’Ouest (BCEAO). Travaux sur la dévaluation du franc CFA, les taux de change d’équilibre, la mise en chantier de l’Union Economique et Monétaire Ouest africaine (UEMOA).
• 1994/2002 : Conseiller Technique du Premier Ministre (Economie – Mines-Energie-Industrie-Transports-Hydraulique-Télécommunications) chargé du suivi des réformes sectorielles pour le renforcement de la compétitivité de l’économie.
• Président du Conseil d’Administration de la Société nationale de Recouvrement (SNR).
• Président du Conseil d’Administration du Centre Expérimental de Recherches et d’Etudes pour l’Equipement (CEREEQ).
• Président du Comité de Gestion de la Liaison Maritime Dakar-Ziguinchor
• Président du Comité de Suivi des Investissements de la Loi des Finances 99.
• Président du Comité de Pilotage de la Réforme du Secteur routier.
• Président du Comité de Pilotage chargé de trouver des solutions durables au problème du nettoiement de la région de Dakar.
• Administrateur à la société des eaux (SONEES) et à l’Ecole supérieure polytechnique de Dakar.
• 2002-2003 : Directeur adjoint à la Direction de la Recherche et de la Statistique de la Banque centrale des Etats de l’Afrique de l’Ouest (BCEAO). Etudes économiques et économétriques. Travaux sur l’inflation, la croissance, les zones monétaires optimales, le taux de change d’équilibre du Franc CFA. Suivi du NEPAD.
• 2003-2006 : Directeur adjoint de Cabinet puis Directeur de Cabinet du Président de la Commission de l’Union africaine à AddisAbéba (Ethiopie)
• 2007-2008 Conseiller du Directeur du Département des études économiques et monétaires de la BCEAO, Dakar.
• 2008-2009 Conseiller du Contrôleur Général de la BCEAO et Membre du Comité de Direction de la BCEAO. Contrôleur Général par intérim de la BCEAO.
• 2010- Consultant. Mines-Energie-Environnement- Economie-Finances

### Ouvrages et Publications
Auteur de plusieurs articles économiques et de communications, Mamadou Lamine Diallo s’est surtout fait remarquer par deux essais qui sonnent comme un appel au réveil de l’Afrique. 
L’ouvrage « Les Africains sauveront-ils l'Afrique ? », publié en 1996 aux éditions Karthala, s’interroge sur la pertinence des politiques d’ajustement structurel dans un environnement dans lequel les axiomes de l’individualisme méthodologique ne fonctionnent pas pleinement et interpelle les Africains sur leur responsabilité directe dans le devenir du continent1.
En 2004, dans l'ouvrage, « Le Sénégal, un lion économique ?», Mamadou Lamine Diallo soumet le slogan du « Sénégal émergent » à l'épreuve de l'analyse économique. Alors que l'émergence économique repose sur une croissance régulière permise par une recherche permanente de gains de productivité de la part des élites économiques, l’économie sénégalaise est encore caractérisée par un dualisme fondé sur deux rationalités disjointes. Un secteur moderne où fonctionne la rationalité conventionnelle et un secteur où une rationalité de type relationnel serait à l’œuvre avec des élites rentières aux commandes de l’État.
Tekki, Principes et Méthodes du Responsabilisme, Harmattan, 2010, son dernier ouvrage définit clairement la doctrine politique du Mouvement Tekki dont il est le Fondateur. 
Loin de copier les doctrines politiques importées de l’occident, le leader du Mouvement Tekki a établi une doctrine propre à l’Afrique, Le RESPONSABILISME. Ce néologisme créé par Mamadou Lamine DIALLO est fondé sur le respect de l’autre et du bien public, dans la discipline et le courage patriotique, la recherche de l’efficacité et de la justice.
Le Responsabilisme, c’est un ensemble  de principes, des valeurs, une méthode, le panafricanisme rénové, ainsi que la construction d’une capacité scientifique, technique et managériale.
PUBLICATIONS
• Découpe des roches par un jet d’eau à haute pression, Revue de l’Industrie minérale, Paris, 1985
• Problèmes économiques de la maîtrise de l’eau, CERNA, Paris, 1988
• Traitements et salaires dans huit entreprises, France Télécom, Paris 1989
• Plusieurs publications sur le marché pétrolier, SYNDEX, Paris 1989, 1990
• Articles sur la croissance économique, la gouvernance, l’inflation, la zone monétaire optimale, (BCEAO, Savings and Development, Université Cheikh Anta Diop de Dakar, UCAD/CREA, Institut africain pour la Démocratie (IAD) 1994, 1995, 1996, 1997.
QUELQUES COMMUNICATIONS
• L’Afrique et l’Economie mondiale au 21ème siècle: pour une lecture prospective de son devenir collectif, Central Joliba, Bamako, Mai 1997.
• Le Développement, une question de mentalités ?, Goethe Institute, Dakar, décembre 1997.
• Pauvreté et Croissance, ENDA, Dakar, 1998.
• L’aide au développement en question, OCDE, Club du Sahel, Paris, 1998.
• Cadre macroéconomique et Equité, PNUD, Dakar, février 1999.
• Une Alliance Afrique-Europe au 21ème siècle, GEMDEV, Sorbonne, Paris, 1999.
• Eléments d’analyse d’une prospective africaine, DCGID, Ministère des Affaires étrangères, Paris, octobre 2000.
• Les dimensions économiques de la Sécurité, Centre Africain d’Etudes stratégiques, Libreville 2001.
• Perspectives de création d’une Banque Centrale Africaine, Tripoli, Libye, Mars 2004.
• L’intégration politique du Continent africain comme condition de sortie des scénarios tendanciels de stagnation, Bamako, mars 2006.
• Mondialisation, Croissance et Pauvreté, un triangle impossible ? Brésil, juillet, 2006.
• Valeurs africaines et excellence professionnelle, Paris, Décembre 2006.
• L’Afrique dans la Géopolitique mondiale, Colloque Fondation Gabriel Péri, Dakar Janvier 2008.
• Y a-t-il une justification économique à l’intégration politique des Etats Africains, Colloque à l’occasion du 70ème anniversaire de l’IFAN, Cheikh Anta Diop, Dakar, Décembre 2008.
• L’économie sociale de marché, un modèle pour le Sénégal ?, Fondation Konrad Adenauer, Dakar, Juin 2009.
• Leçons de la réunification allemande pour l’intégration africaine, Fondation Konrad Adenauer, Dakar Mai, 2010
• Présentation et Critique du rapport Mc Kinsey sur l’Afrique, Fondation Konrad Adenauer, Dakar, 2011.

INITIATIVES PARTICULIERES
• Introduction du BOT au Sénégal.
• Modernisation du secteur des télécommunications.
• Modernisation du secteur de la recherche minière.
• Participant et intervenant au Centre Africain d’Etudes stratégiques (Washington D.C., Etats Unis).
• Introduction de l’analyse dualiste de l’économie sénégalaise (Secteur moderne, Secteurs informels).
LANGUES
• Anglais
• Portugais(lecture)
• Allemand (lecture)
• Arabe (lecture)
• Wolof
• Manding

### Action politique
Mamadou Lamine Diallo s'est présenté comme candidat indépendant à l’élection présidentielle de février 2007 au Sénégal. Cette élection comportait quinze candidats. Il obtient 0,48 % Wade étant élu au premier tour avec 55,90 %. C’est par le recueil des dix mille signatures nécessaires au dépôt du dossier de candidature que les activités du Mouvement Tekki ont démarré en décembre 2006. De nombreuses bonnes volontés se sont manifestées après notamment l’appel au sursaut citoyen lancé le 7 janvier 2007 pour apporter leur pierre à cette candidature de l’émergence citoyenne. 
Les idées développées au cours de cette campagne ont montré aux Sénégalais qu’une autre voie est possible et que des solutions pertinentes peuvent être trouvées aux difficultés des populations et que l’avenir des enfants et des jeunes n’est pas définitivement compromis.
En qualité de président du Mouvement Tekki, Mamadou Lamine Diallo est membre de la Conférence des leaders de la coalition Bennoo Siggil Senegaal, victorieuse lors des élections locales de 2009. Il a également pris une part active aux travaux des Assises Nationales du Sénégal.